# József Andor
József Andor (născut József Andrástsik; n. 3 octombrie 1871, Nyíregyháza, Ungaria – d. 9 octombrie 1918, Budapesta, Austro-Ungaria) a fost  un scriitor, romancier, nuvelist și redactor maghiar.